# Браун Ольга
Браун Ольга (нар. 1960, м. Ковель, Волинська область) — українська художниця. Нині живе та працює у Великій Британії.

## Біографія
Ольга Браун народилась у 1960 р. у місті Ковель, що на Волині. У 1969 р. родина Ольги переїхала до Львова.
У 1982 р. Ольга Баун отримала повну вищу освіту у Львівському Інституті прикладного та декоративного мистецтва (зараз — Львівська національна академія мистецтв), кафедра текстилю. З того часу працювала і виставлялась у Львові.
У 1997 р. емігрувала до Великої Британії, де зараз живе і працює.

## Діяльність
Ольга Браун є членом товариства художників у Челсі. Брала участь у виставках у Mall Gallery, художньому товаристві Челсі, Королівському художньому коледжі та деяких інших Лондонських галереях. Брала участь у проекті «Привиди зниклих птахів» разом із провідними британськими художниками.

## Творчість
Картини — імпресіоністичні та барвисті, її міські пейзажі охоплюють весь шум і хаос сучасного життя. Художниця додає спалахи чорного і червоного кольору до своїх сцен, які завжди сповнені людьми і ніколи не задовольняються тим, щоб зображувати лише архітектуру. Використовуючи товсті мазки і багату маніпуляцію кольором, її картини Лондона показують столицю Великої Британії у всіх її «обличчях».

## Нагороди та премії[2]
- 2009 р. — нагорода за найкращий пейзаж Лондона від художнього товариства у Челсі (The Chelsea Art Society Agnes Reeve Award)
- 2012 р. — премія за найкращий фігуративний живопис від Хескес Хаббард художнього товариства (Hesketh Hubbart Art Society, Mall Gallery)
- 2016 р. — нагорода The Great Art Award від жіночого художнього товариства (The Society of Women Artists, Mall Gallery)